# Coop (Ungarn)
 For alternative betydninger, se Coop. (Se også artikler, som begynder med Coop)
Coop er en ungarsk dagligvarekoncern, der driver ca. 5.000 supermarkeder og har 32.000 ansatte i Ungarn.  Virksomheden blev etableret i 1995 i Budapest.